# Бакулин, Иван Николаевич
Ива́н Никола́евич Баку́лин (1906 — 1963) — советский дипломат. Чрезвычайный и полномочный посол.

## Биография
Член ВКП(б). На дипломатической работе с 1939 года.
- В 1939 году — помощник заведующего III Дальневосточным отделом НКИД СССР.
- В 1939—1940 годах — заведующий III Дальневосточным отделом НКИД СССР.
- В 1940—1942 годах — генеральный консул СССР в Урумчи (Китай).
- В 1942—1943 годах — заведующий Отделом кадров НКИД СССР.
- С 11 ноября 1943 по 23 июня 1947 года — чрезвычайный и полномочный посол СССР в Афганистане[1].
- В 1947—1948 годах — заведующий Ближневосточным отделом МИД СССР.
- В 1948—1949 годах — заведующий Отделом стран Ближнего и Среднего Востока МИД СССР.
- С 22 ноября 1949 по 13 февраля 1950 года — чрезвычайный и полномочный посол СССР в Пакистане (в должность не вступил)[2].

## Награды
- Орден Отечественной войны II степени (5 ноября 1945)
- Орден Трудового Красного Знамени (3 ноября 1944)